# Ségrégation de phase
Le phénomène de ségrégation de phase peut avoir lieu dans une monocouche lipidique ou une bicouche contenant plusieurs lipides.
Plusieurs lipides peuvent avoir des comportements différents à une pression et une température données. Si l'un peut former une structure cristalline, il arrive souvent qu'il se sépare du reste des autres lipides pour former une structure cristalline stable. On parle alors de ségrégation de phase.
Ce phénomène s'observe en monocouche lipidique, mais également dans des membranes sous le terme de raft lipidique.